# Conocara murrayi
Conocara murrayi är en fiskart som först beskrevs av Koefoed 1927.  Conocara murrayi ingår i släktet Conocara och familjen Alepocephalidae. Inga underarter finns listade i Catalogue of Life.